# Cheilly-lès-Maranges
Cheilly-lès-Maranges est une commune française située dans le département de Saône-et-Loire, en région Bourgogne-Franche-Comté.

## Géographie
La commune de Cheilly-lès-Maranges est située dans la vallée des Maranges, dans le département de Saône-et-Loire à la limite du sud de la Côte-d'Or.

### Villages, hameaux, lieux-dits, écarts
Mercey (hameau distant de 2,5 km, situé à l'ouest de la commune).

### Accès et transport
Cheilly-lès-Maranges est située à moins d'un kilomètre du département de la Côte-d'Or, Santenay est située à deux kilomètres et Chagny est située à sept kilomètres. La commune comprend le village de Cheilly ainsi que le hameau de Mercey, et est traversée par les routes départementales D 133, D 143, et D 974.
La halte SNCF de Cheilly-lès-Maranges est desservie par des trains régionaux à destination de Chagny et Chalon-sur-Saône d'une part, Saint-Léger-sur-Dheune et Montchanin d'autre part.

### Géologie et relief
Village viticole, dans un paysage vallonné. Les coteaux du village (exposé sud/sud-est) ne suivent pas l'alignement de la Côte de Beaune, mais ils en possèdent la même origine et nature géologique. Les sols sont de type argilo-calcaire et plus particulièrement légers et caillouteux.

### Hydrographie

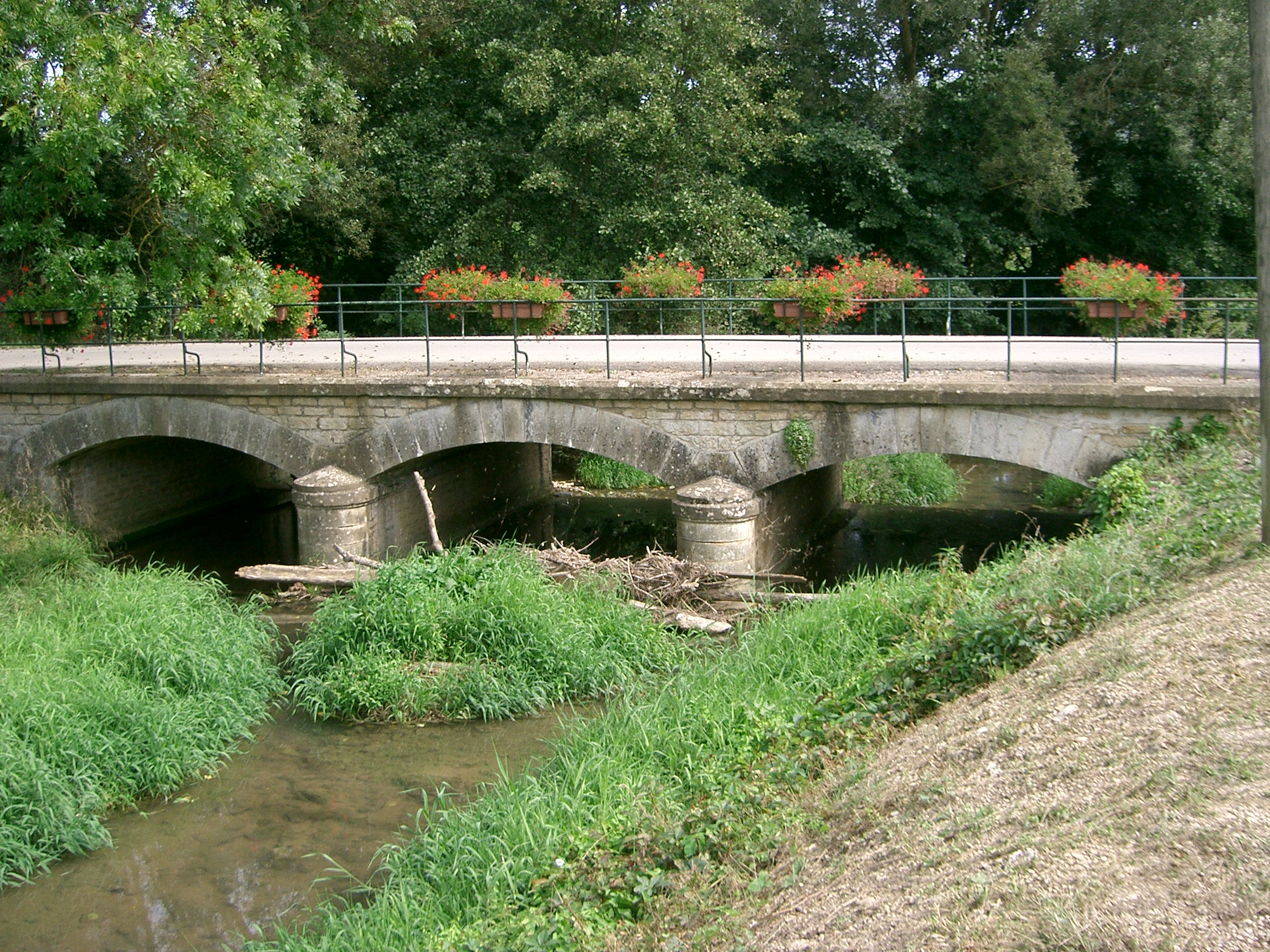
Pont de Santenay (vers 1850)
sur la Cozanne.

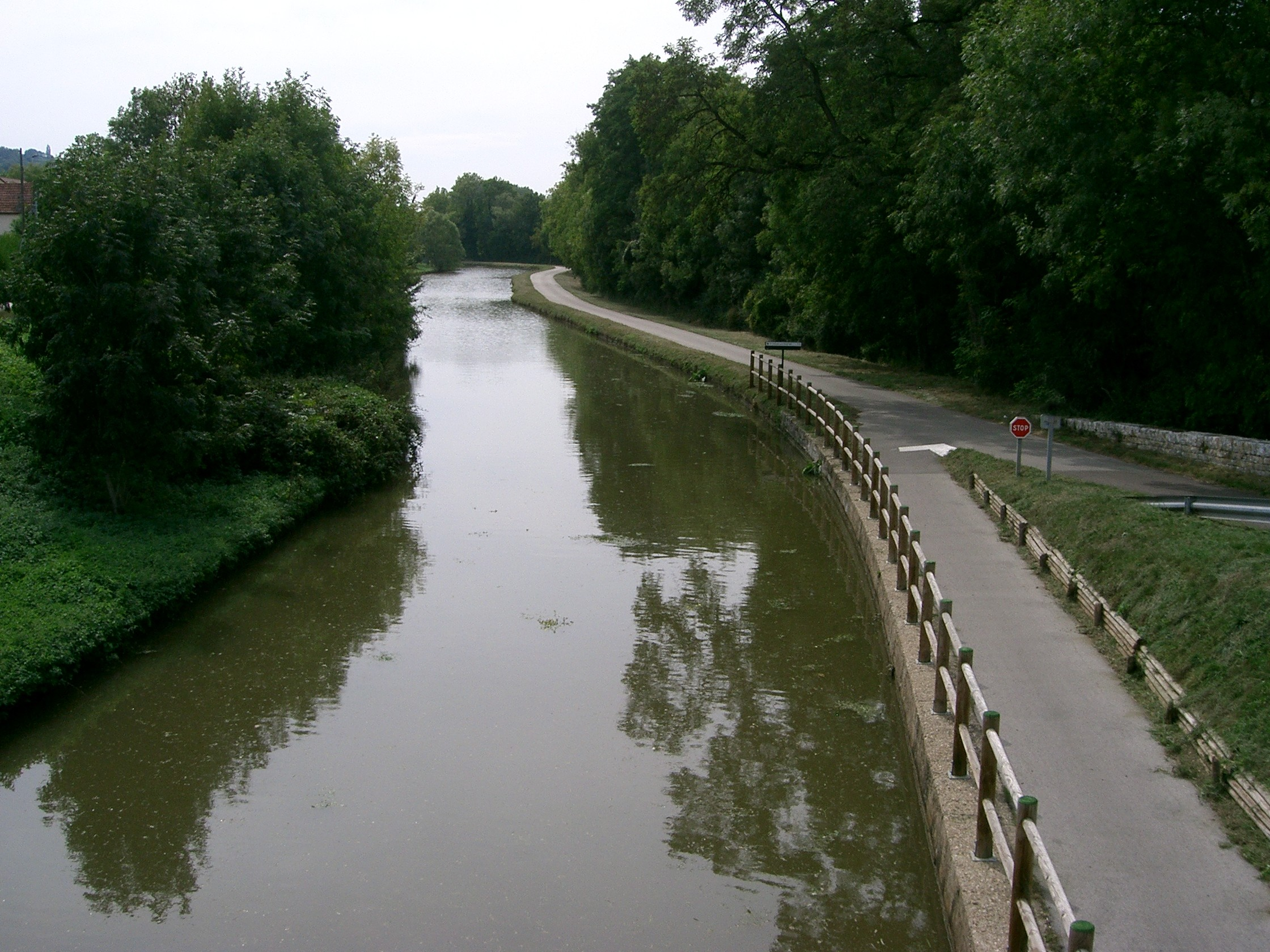
Canal du Centre et voie verte cyclable à Cheilly-lès-Maranges (vue en direction de Saint-Léger-sur-Dheune).

La commune est traversée au nord par la rivière de la Cozanne qui se jette dans la Dheune à l'est de la commune. Le canal du Centre traverse aussi la commune à l'entrée du village.

### Climat
Pour des articles plus généraux, voir Climat de la Bourgogne-Franche-Comté et Climat de Saône-et-Loire.
En 2010, le climat de la commune est de type climat océanique dégradé des plaines du Centre et du Nord, selon une étude du Centre national de la recherche scientifique s'appuyant sur une série de données couvrant la période 1971-2000. En 2020, Météo-France publie une typologie des climats de la France métropolitaine dans laquelle la commune est exposée à un climat océanique altéré et est dans la région climatique Bourgogne, vallée de la Saône, caractérisée par un bon ensoleillement (1 900 h/an), un été chaud (18,5 °C), un air sec au printemps et en été et des vents faibles.
Pour la période 1971-2000, la température annuelle moyenne est de 11,1 °C, avec une amplitude thermique annuelle de 17,8 °C. Le cumul annuel moyen de précipitations est de 784 mm, avec 11,2 jours de précipitations en janvier et 7,5 jours en juillet. Pour la période 1991-2020, la température moyenne annuelle observée sur la station météorologique de Météo-France la plus proche, « St-Maurice-lès-Couches_sapc », sur la commune de Saint-Maurice-lès-Couches à 6 km à vol d'oiseau, est de 11,5 °C et le cumul annuel moyen de précipitations est de 803,5 mm. 
La température maximale relevée sur cette station est de 40,4 °C, atteinte le 12 août 2003 ; la température minimale est de −16,7 °C, atteinte le 20 décembre 2009,,.
Les paramètres climatiques de la commune ont été estimés pour le milieu du siècle (2041-2070) selon différents scénarios d'émission de gaz à effet de serre à partir des nouvelles projections climatiques de référence DRIAS-2020. Ils sont consultables sur un site dédié publié par Météo-France en novembre 2022.

## Urbanisme

### Typologie
Au 1er janvier 2024, Cheilly-lès-Maranges est catégorisée commune rurale à habitat dispersé, selon la nouvelle grille communale de densité à sept niveaux définie par l'Insee en 2022.
Elle est située hors unité urbaine et hors attraction des villes,.

### Occupation des sols
L'occupation des sols de la commune, telle qu'elle ressort de la base de données européenne d’occupation biophysique des sols Corine Land Cover (CLC), est marquée par l'importance des territoires agricoles (91,2 % en 2018), en diminution par rapport à 1990 (92,6 %). La répartition détaillée en 2018 est la suivante : cultures permanentes (40,2 %), terres arables (20,7 %), prairies (16,6 %), zones agricoles hétérogènes (13,7 %), zones urbanisées (5 %), forêts (3,8 %). L'évolution de l’occupation des sols de la commune et de ses infrastructures peut être observée sur les différentes représentations cartographiques du territoire : la carte de Cassini (XVIIIe siècle), la carte d'état-major (1820-1866) et les cartes ou photos aériennes de l'IGN pour la période actuelle (1950 à aujourd'hui).

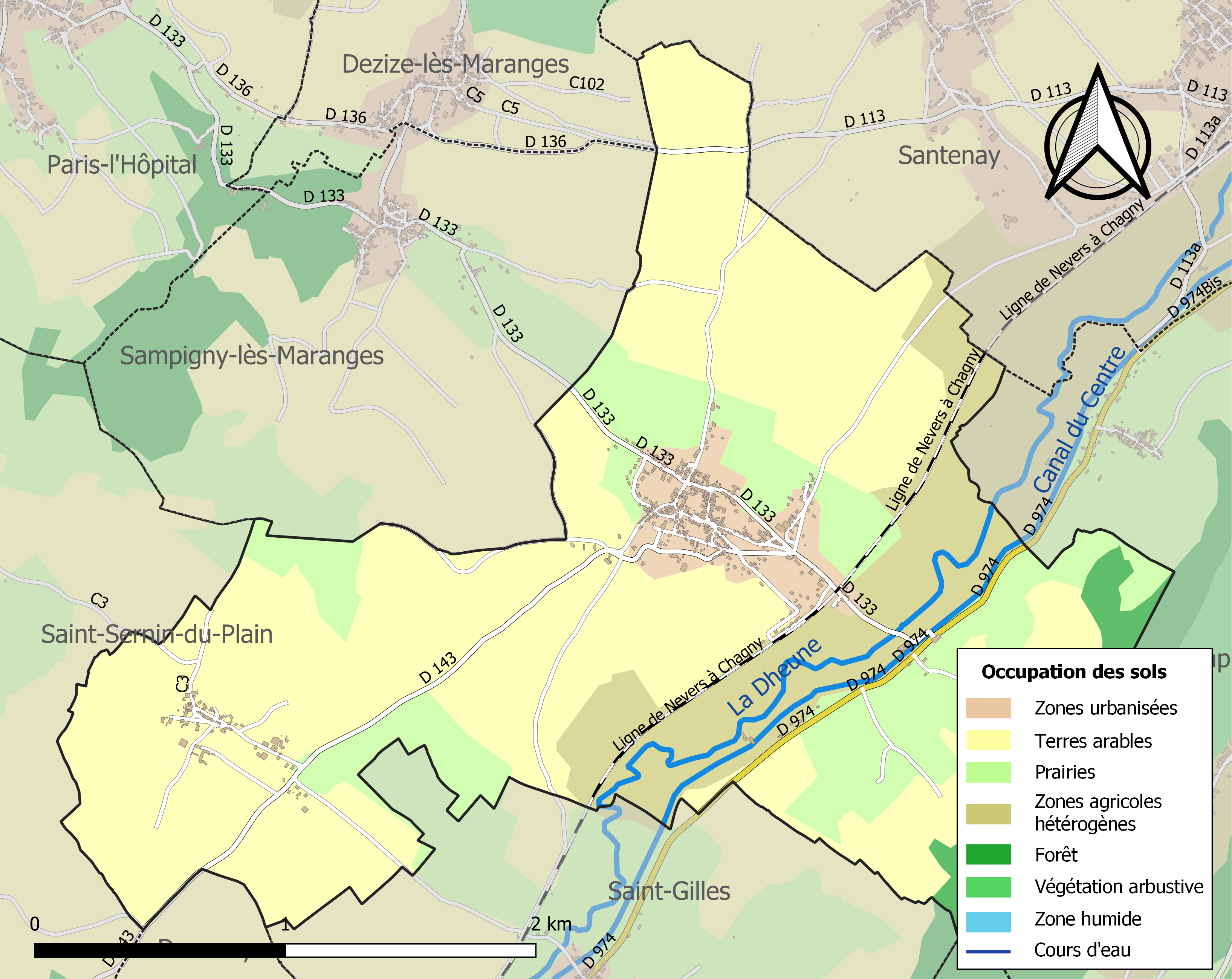
Carte des infrastructures et de l'occupation des sols de la commune en 2018 (CLC).

## Toponymie
L'origine du nom de Cheilly est dérivée de la forme gauloise du « sol pierreux », kal-jo, qui a donné en français caillou, mais aussi la chaille. Cette racine chaille apparait par ailleurs dans les noms de Chailly-sur-Armançon en Côte-d'Or ou Chailley dans l'Yonne, ainsi que dans les nombreux dérivés du type Chaillou ou Chailleuse fréquents en Bourgogne occidentale. De ce fait, les différentes dénominations de Cheilly ont été par le passé Chesly, Chailly, Chailley , cheeillyo, Chaeilleyo, chaaliaco, Chaulleio, Chaaillei, chailleum en latin, conservant avec d'autres villages la forme écrite ou sonore « y », « ey », « é », témoin d'un passé celtique et gallo-romain où la villa rustica a donné naissance à un bourg ou un hameau.
Le 4 juillet 1895, le conseil municipal de Dezize, commune des Maranges, demande à changer son nom en Dezize-lès-Maranges, au motif d'éviter la confusion avec Decize situé dans la Nièvre. Le changement de nom d'une commune est du ressort du Conseil d'État sur proposition du ministre de l'Intérieur, sur la base d'un dossier constitué de la demande du conseil municipal, de l'avis du sous-préfet, de l'avis du conseil général, et enfin du rapport détaillé du préfet. L'administration a donc demandé l'avis du conseil municipal de Cheilly.
Le conseil municipal de Cheilly, par délibération du 19 février 1897, émit un avis défavorable au motif que la plus grande partie des Maranges est située sur la commune de Cheilly. Par lettre du 28 octobre 1897, le sous-préfet d'Autun a alors demandé au conseil municipal de Cheilly de bien vouloir reconsidérer sa décision.
Finalement, dans sa séance du 9 février 1898, le conseil municipal de Cheilly donna un avis favorable à la condition expresse que Cheilly prenne également le nom de Cheilly-lès-Maranges. Ainsi l'autorisation fut donnée le 4 septembre 1898, pour les communes de Cheilly et Dezize, avec avis favorable du Conseil d'État, par le président de la République Émile Loubet.
Quelques semaines plus tard, le conseil municipal de Sampigny, commune située aussi dans les Maranges, fit sa demande le 17 novembre 1898 et a été autorisé, par décret du 29 octobre 1899 à prendre le nom de Sampigny-lès-Maranges.

## Histoire

### Préhistoire et antiquité
L'occupation de la région proche est très ancienne et date au moins de la période néolithique. À deux kilomètres, sur le plateau de Chassey-le-Camp, on retrouve des traces d'installations sédentaires de paysans venus du Midi de la France. La production culturelle de cette population a donné son nom à une culture du néolithique moyen, le chasséen.

### Moyen Âge et Renaissance
En 954, l'existence de Cheilly est avérée par un acte de Lothaire, avant-dernier roi carolingien, qui exempte d'impôt un dénommé Willenco (Guilain) et ses fils Widoni (Guy) et Norduino (Nordin) sur des biens dans le hameau de « Cheilly sur la Dheune ».
En 1253, Gautier, sire de Chaulleio, chevalier, tient en fief du duc Hugues IV de Bourgogne ce qu'il a aux villes de Cheilly et de Santenay et dépendances, tant en forteresses qu'en justice.
En 1291, Pernel de Montenteaume, damoiseau, fils de Pierre de Montenteaume, chevalier, tient en fief du duc Robert II de Bourgogne, la maison forte de Marceium  (Mercey), paroisse de Cheilly.
En 1300, Robert Fusot, baron de Chaudenay, fait une fondation en faveur de l'église de Chagny, mais meurt dans l'année. Il laisse tous ses biens à son beau-frère Jean Pitois, seigneur de Monthelie, Couchet, Chaudenay, Chassagne, Cheilly et Cromey. La maison forte de Cheilly lui appartient. Il s'en dessaisit en faveur de Guillaume de Sampigny qui devient ainsi seigneur de Cheilly.
En 1366, Guillaume de Sampigny, écuyer, tient du duc Philippe II le Hardi ce qu'il a à Santenay, ainsi que la moitié de la muraille de la maison forte avec ses dépendances et droits de justice, l'autre moitié de la muraille et dépendances de la Motte de Cheilly est tenue en fief par Marguerite de Navilly, dame de Tailly, à cause de son douaire et au nom de ses enfants, Robert et Jehan de Bichey.
De même, Étienne dit Ruffin, damoiseau, tient du duc sa maison fortifiée située à Marceyo (Mercey), paroisse de Cheilly.
En 1372, Guillaume de Sampigny vend terre et droits à la grand-mère de Nicolas Rolin qui ultérieurement en héritera. Après lui les terres et droits de Cheilly et autres lieux, vont se transmettre aux descendants par les femmes. Seront successivement seigneurs des lieux, les familles d'Épinac, de Pernes, Touloujon, et enfin Choiseul.
Le 27 avril 1462, un accord est passé entre les héritiers de Nicolas Rolin pour sa succession, et Guillaume Rolin, sire de Beauchamp, reçoit ainsi les maisons et seigneuries de Cheilly.

### Période moderne
Sous l'Ancien Régime, Cheilly faisait partie du bailliage de Beaune, de l'archiprêtré de Couches et du diocèse d'Autun.
Le 6 février 1790, la commune fit partie du canton de Dezize, sous le nom de Cheilly Mussey et le Moulin. Elle fut rattachée au canton de Couches le 17 frimaire an X (30 novembre 1801).

### Période contemporaine
S'il y avait autrefois une activité économique diversifiée notamment composée d'une bonneterie et d'une usine à plâtre, mais aussi de plusieurs bouchers, de boulangers, de charbonniers, de charrons, d'épiciers, d'un perruquier, de sabotiers, de tailleurs de vêtements et de fabricants de tissus, ainsi que de maçons, charpentiers, menuisiers, scierie, tonnellerie, ferronnerie et nombre de cafés, la ville ne comptait plus à la fin du XXe siècle qu'une unique boucherie-charcuterie, un boulanger, et une épicerie.
Cheilly comptait aussi quelques fermes qui ont toutes disparu désormais.
Création de l'AOC Maranges en 1989.

## Héraldique
| Blason de Cheilly-lès-Maranges | Blason  | Parti : au 1er de gueules à la clé d'or, au 2e d'or à la grappe de raisin de gueules tigée et feuillé de sinople. |
| Blason de Cheilly-lès-Maranges | Détails | Le statut officiel du blason reste à déterminer.                                                                  |

## Politique et administration

### Listes des maires
| Période                                  | Période   | Identité             | Étiquette | Qualité                          |
| ---------------------------------------- | --------- | -------------------- | --------- | -------------------------------- |
| Mars 1965                                | Juin 1995 | Michel Berger        |           | Viticulteur                      |
| Juin 1995                                | Mars 2008 | Jean-Pierre Longeras |           | Instituteur à la retraite        |
| Mars 2008                                | En cours  | Marc Labulle         |           | Formateur à la fonction publique |
| Les données manquantes sont à compléter. |           |                      |           |                                  |

### Canton et intercommunalité
La commune fait partie du Grand Chalon.

## Population et société

### Démographie

#### Évolution démographique
L'évolution du nombre d'habitants est connue à travers les recensements de la population effectués dans la commune depuis 1793. Pour les communes de moins de 10 000 habitants, une enquête de recensement portant sur toute la population est réalisée tous les cinq ans, les populations de référence des années intermédiaires étant quant à elles estimées par interpolation ou extrapolation. Pour la commune, le premier recensement exhaustif entrant dans le cadre du nouveau dispositif a été réalisé en 2008.

En 2022, la commune comptait 538 habitants, en évolution de −0,92 % par rapport à 2016 (Saône-et-Loire : −1,06 %, France hors Mayotte : +2,11 %).
| 1793 | 1800 | 1806 | 1821 | 1831 | 1836 | 1841 | 1846 | 1851 |
| ---- | ---- | ---- | ---- | ---- | ---- | ---- | ---- | ---- |
| 654  | 747  | 666  | 851  | 915  | 896  | 870  | 871  | 898  |

| 1856 | 1861 | 1866 | 1872 | 1876 | 1881 | 1886 | 1891 | 1896 |
| ---- | ---- | ---- | ---- | ---- | ---- | ---- | ---- | ---- |
| 917  | 990  | 980  | 948  | 912  | 964  | 937  | 879  | 876  |

| 1901 | 1906 | 1911 | 1921 | 1926 | 1931 | 1936 | 1946 | 1954 |
| ---- | ---- | ---- | ---- | ---- | ---- | ---- | ---- | ---- |
| 897  | 858  | 770  | 682  | 604  | 576  | 543  | 513  | 464  |

| 1962 | 1968 | 1975 | 1982 | 1990 | 1999 | 2006 | 2008 | 2013 |
| ---- | ---- | ---- | ---- | ---- | ---- | ---- | ---- | ---- |
| 433  | 417  | 385  | 367  | 394  | 439  | 484  | 497  | 534  |

| 2018 | 2022 | - | - | - | - | - | - | - |
| ---- | ---- | - | - | - | - | - | - | - |
| 557  | 538  | - | - | - | - | - | - | - |

### Enseignement
La commune possède une école maternelle et une école primaire. Le collège se trouve à Chagny.

### Santé
Médecin, infirmière et pharmacie les plus proches se trouvent à Santenay (21). L'hôpital se trouve à Chalon-sur-Saône.

### Sports
Le rugby à XV par l'intermédiaire du club de rugby de la commune qui évolue en promotion d'honneur du championnat de Bourgogne et le tennis peuvent être pratiqués dans la commune. Le village possède un terrain de rugby et des courts de tennis.

### Cultes
Catholique à l'église du village.

### Vie associative
Il y a 14 associations dans le village : Blaise et Compagnie, Association pour l'histoire de Cheilly, Bibliothèque, La joyeuse pétanque, OCCM Rugby, Club de l'amitié Cheilly/Santenay, Société de secours mutuel Saint-Vincent, Société de secours mutuel Saint-Louis, Société de chasse, Comité des fêtes, Tennis Club et Vieilles soupapes des Maranges.

## Économie
Il y a dans cette commune : un bureau de Poste, un café, une boucherie et quelques gîtes. Le village possède quelques artisans : une entreprise de géothémie-aérothermie-clim, un jardinier-paysagiste et un plombier. La principale activité dans cette commune est représentée par la viticulture, avec la présence d'une dizaine de viticulteurs :
| Domaine France Dessauge           | Domaine Christian Roy           |
| Domaine Philippe Roy              | Domaine Sandrine Beauvais       |
| Domaine Berger-Rive Gérard & Fils | Domaine Jean-François Bouthenet |
| Domaine Marc Bouthenet            | Domaine Pierre Bresson          |
| Domaine Château de Mercey         | Domaine Chevrot et Fils         |

### Vignoble
Ce village fait partie de l'appellation Maranges créée le 23 mai 1989, comprenant en tout 162 hectares dont 83 en appellation premier cru et exploité presque exclusivement en vin rouge (cépage pinot noir).
La production viticole sur 122 ha dont 42 ha classés en premier cru comprend aussi les AOC bourgogne hautes côtes de beaune, bourgogne aligoté, et crémant de bourgogne.
Bien que l'aire de production soit située dans le département de Saône-et-Loire, Cheilly-lès-Maranges fait partie intégrante de la Côte de Beaune.

## Culture locale et patrimoine

### Lieux et monuments
Civils
- la maison forte de Mercey ;
- la forteresse de Cheilly, propriété au XVe siècle du chancelier de Bourgogne Nicolas Rolin (qui en hérita par sa grand-mère), avant qu'elle ne passe, successivement, aux familles d'Épinac, de Pernes, de Toulongeon et, finalement, de Choiseul[26] ;
- le lavoir de la fontaine Saint-Pierre (1880), inscrit à l'inventaire général des Monuments historiques le 17 novembre 2005 ;
- le lavoir de Saint-Pierre (1891), inscrit à l'inventaire général des Monuments historiques le 17 novembre 2005 ;
- la salle de fêtes.

Religieux
- l'église paroissiale Saint-Pierre du XIIIe siècle, interdite en 1830. On y voit plusieurs litres aux armes des Choiseul du XVIIIe siècle, seigneurs du lieu : « d'azur à la croix d'or, cantonnée de dix-huit billettes du même », recensement à l'inventaire général des Monuments historiques le 22 mai 2003.

### Personnalités liées à la commune
- Nicolas Rolin, chancelier de Philippe le Bon, duc de Bourgogne (XVe siècle).
- Guillaume Rollin, sire de Beauchamp, descendant de Nicolas Rolin (XVe siècle).
- Marius Roux (1883-1972), enseignant qui s'installa à Cheilly et y fut peintre amateur (il y exécuta quantité de dessins au pastel entre 1960 et 1970)[27].
- Jeanne-Marie Reuillon (1898-1992) qui, après des études de lettres en Sorbonne et un séjour aux États-Unis, devint journaliste et écrivain sous le pseudonyme de Marie-Jeanne Viel ou de Jean Viel, spécialiste de littérature américaine et d'histoire politique française[28].
- Paul Pauliat (1922-2008), né dans la commune, professeur agrégé de russe au lycée Voltaire (Paris).

## Pour approfondir